# 愛田芽久
愛田 芽久（あいだ めぐ、1974年8月20日 - ）は、元宝塚歌劇団・雪組の娘役。
大阪府茨木市出身。府立茨木西高校出身。身長160cm。愛称はちほ、めぐ。

## 略歴
- 1992年、宝塚音楽学校へ入学。
- 1994年、80期生として宝塚歌劇団に入団。入団時の成績は39人中11番[1]。花組『ブラック・ジャック 危険な賭け／火の鳥』で初舞台。1995年1月9日[1]、雪組へ配属される。
- 1997年、『真夜中のゴースト』新人公演で、初ヒロインを務める。
- 1998年、バウホール公演『ICARUS』で初ヒロインに抜擢される。
- 2002年2月11日[1]、『愛 燃える／Rose Garden』の東京公演千秋楽を最後に宝塚歌劇団を退団。

## 宝塚歌劇団時代の主な舞台出演
- 1995年9月、『大上海（グラン・シャンハイ）』（バウ）繍文
- 1995年11月、『あかねさす紫の花』新人公演：十市皇女（本役：貴咲美里）／『マ・ベル・エトワール』
- 1996年4月、『アリスの招待状 -チェシャ猫ホテルへようこそ-」（バウ）セシリー
- 1996年8月、『虹のナターシャ』新人公演：呉竹竹子（本役：翠花果）／『La Jeunesse!』
- 1996年10月、『アナジ』（バウ・東京特別）志津
- 1997年3月、『仮面のロマネスク』新人公演：セシル（本役：貴咲美里）／『ゴールデン・デイズ』
- 1997年5月、『晴れた日に永遠が見える』（東京特別・名古屋特別）マリエル・バンソン
- 1997年9月、『真夜中のゴースト』アイリーン、新人公演：マリー（本役：花總まり）／『レ・シェルバン』 ＊新人公演初ヒロイン
- 1997年12月、『春櫻賦』新人公演：ゆうな（本役：貴咲美里）／『LET'S JAZZ -踊る五線譜-』
- 1998年2月、『ICARUS -追憶の薔薇を求めて-』（バウ・東京特別・名古屋特別）ロージィ ＊バウホール初ヒロイン
- 1998年5月、『風と共に去りぬ』（全国ツアー）メイベル
- 1998年8月、『浅茅が宿 -秋成幻想-』新人公演：すずな（本役：貴咲美里）／『ラヴィール』
- 1999年2月、『浅茅が宿 -秋成幻想-』すずな／『ラヴィール』（中日劇場）
- 1999年4月、『再会』／『ノバ・ボサ・ノバ -盗まれたカルナバル-』新人公演：ラービオス（本役：貴咲美里）
- 1999年11月、『バッカスと呼ばれた男』ナナ、新人公演：シャルロッテ（本役：貴咲美里）／『華麗なる千拍子'99』
- 2000年4月、『バッカスと呼ばれた男』ポーレット／『華麗なる千拍子』（全国ツアー）
- 2000年6月、『デパートメント・ストア』／『凱旋門』シビール、役替わり：ルート・ゴールドベルグ（本役：貴咲美里）
- 2000年12月、『月夜歌聲』（シアタードラマシティ・東京特別）王花蓮
- 2001年2月、『猛き黄金の国 -士魂商才!岩崎彌太郎の青春-』お竜／『パッサージュ -硝子の空の記憶-』
- 2001年8月、『凱旋門』ルート・ゴールドベルク／『パッサージュ -硝子の空の記憶-』（博多座）
- 2001年10月、『愛 燃える -呉王夫差-』芙蓉／『Rose Garden』　＊退団公演
- 2001年11月、『OVER THE MOON -月影瞳クロニクル-』（バウ）ロージィ